# Sphenodontia
Die Sphenodontia (Gr. für Keilzahnige) oder Rhynchocephalia (Gr. für Schnabelköpfe) sind ein Taxon echsenartiger, diapsider Reptilien. Ihre Blüte erlebten sie in der Trias und im Jura. Mit der Brückenechse (Sphenodon punctatus) kommen sie noch heute auf einigen Inseln vor der Küste Neuseelands vor. Der früheste Nachweis eines Sphenodontiers stammt aus der oberen Mitteltrias von Deutschland.

## Merkmale
Sphenodontier waren kleine bis mittelgroße Echsen. Die Pleurosaurier erreichten Kopf-Rumpf-Längen von 75 Zentimetern. Bei den Brückenechsen ist dies die Maximallänge. Die Wirbel sind amphicoel geformt (an beiden Enden eingebuchtet). Der Bau des Schädels ist konservativ, die Schädelfenster sind besonders groß. Die akrodonte Bezahnung (Zähne sitzen ohne Zahnwurzel auf der Oberkante der Kiefers) zeigen eine mannigfaltige Anpassung an unterschiedliche Nahrungsquellen. Der oberjurassische Sapheosaurus war zahnlos.

## Systematik und Fossilbericht
Die Rhynchocephalia waren einst ein Sammeltaxon, zu dem viele „primitive“, nicht näher verwandte Taxa, z. B. auch die Rhynchosauria, gezählt wurden. In der aktuell genutzten Systematik werden ihnen nur noch zwei Familien zugerechnet: die aquatischen, ausschließlich fossilen Pleurosauridae und die terrestrischen Sphenodontidae. Um Verwechslungen mit dem alten Konzept der Rhynchocephalia zu vermeiden, nutzen viele Autoren für diese beiden Familien nur mehr den Namen „Sphenodontia“. Die Sphenodontia werden mit ihrer Schwestergruppe, den Schuppenkriechtieren (Squamata), im Taxon Schuppenechsen (Lepidosauria) vereinigt.

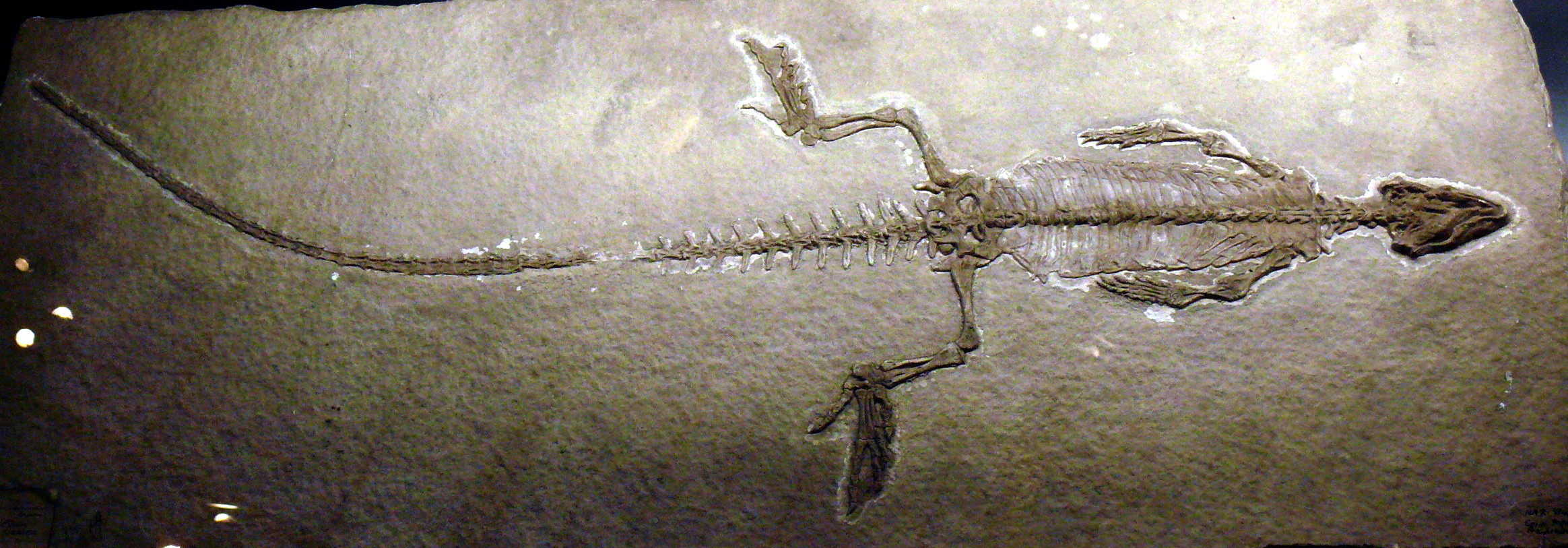
Fossil des aquatischen Sphenodontiers Pleurosaurus goldfussi im Berliner Museum für Naturkunde

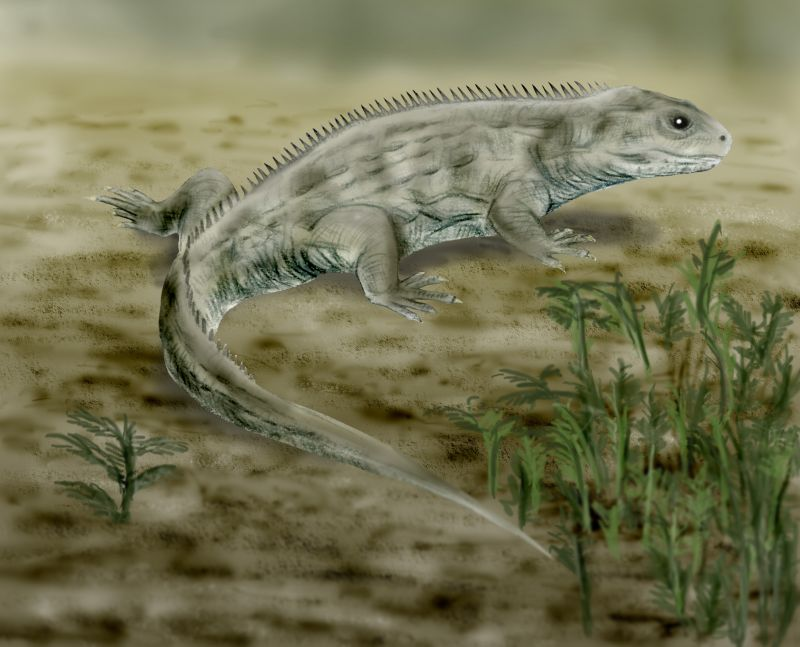
Lebensbild von Brachyrhinodon taylori aus der Obertrias von Schottland, einem der ältesten bekannten Sphenodontier

Die ältesten bislang (Stand 2015) bekannten Überreste von Sphenodontiern liegen in Form isolierter Kiefer (cf. Diphydontosaurus sp.) vor und stammen aus dem unteren Keuper (Erfurt-Formation, oberste Mitteltrias) von Vellberg in Baden-Württemberg. Vollständigere Skelette, die denen rezenter Brückenechsen ähneln, sind aus der frühen Obertrias bekannt. Von der Obertrias bis zum Oberjura sind Sphenodontier weltweit verbreitet. Fossilien aus der Kreide sind selten, und aus dem Känozoikum gibt es ebenfalls nur wenige Funde, die alle auf Neuseeland und die Gattung Sphenodon beschränkt sind.
- Sphenodontia
  - † Pleurosauridae
    - † Palaeopleurosaurus
    - † Pleurosaurus

  - Sphenodontidae
    - † Kallimodon
    - † Homoeosaurus
    - † Sapheosaurus
    - † Pamizinsaurus
    - † Brachyrhinodon
    - † Polysphenodon
    - † Clevosaurus
    - Sphenodontinae
      - † Cynosphenodon
      - † Eilenodon
      - Brückenechsen (Sphenodon)
      - † Zapatadon
      - † Oenosaurus